# Auguste Caliga-Ihle
Auguste Caliga-Ihle, geborene Auguste Ihle, (13. April 1862 in Arolsen – 7. Juni 1931 in München) war eine deutsche Opernsängerin (Sopran).

## Leben
Ihle, die Tochter eines Kaufmanns, wurde wegen ihrer Veranlagung zur Musik bestimmt. Nach dem Besuch der höheren Töchterschule in ihrem Geburtsort zogen ihre Eltern, hauptsächlich um die Ausbildung der Tochter zur Klavierspielerin zu vollenden und auch mit den Gesangsübungen beginnen zu können, nach Kassel. Nach einigen Jahren fleißigen Studiums kam sie nach Wien zu Mathilde Marchesi, wo sie nach mehrjährigem Unterricht ihre stimmliche Ausbildung vollendete.
Hierauf beteiligte sie sich an Angelo Neumanns Wagnertournee. Dort lernte sie auch ihren späteren Ehemann Friedrich Caliga kennen, der sie 1883 ehelichte.
Danach nahm sie ein Engagement am Hoftheater in Stuttgart an. Es folgten Engagements in Augsburg, Basel, Mainz und Halle, um sich fortan nur noch gastierend künstlerisch zu betätigen.
Sie starb 1931 in München.